# Zonificació
La zonificació és un mètode de planejament urbanístic en què un municipi o un altre nivell de govern divideix el sòl en àrees anomenades zones, cadascuna de les quals té un conjunt de regulacions per a nous desenvolupaments que es diferencien d'altres zones. Les zones es poden definir per a un únic ús (per exemple: residencial, industrial), poden combinar diverses activitats compatibles per l'ús, o en el cas de la zonificació basada en la forma, les diferents regulacions poden regir la densitat, la mida i la forma dels edificis permesos siguin qui siguin. utilitzar. Les normes urbanístiques de cada zona determinen si es pot concedir llicència urbanística per a una urbanització determinada. La zonificació pot especificar una varietat d'usos directes i condicionals del sòl. Pot indicar la mida i dimensions dels solars en què es poden subdividir els terrenys, o la forma i escala dels edificis. Aquestes directrius s'estableixen per orientar el creixement i desenvolupament urbà. La zonificació és el mètode de planificació urbanística regulador més comú utilitzat pels governs locals dels països desenvolupats.
La zonificació és el mètode normatiu de planificació urbana més utilitzat pels governs locals dels països desenvolupats, a excepció del Regne Unit i la ciutat de Houston (Texas).

## Abast
L'objectiu principal de la zonificació és segregar els usos que es consideren incompatibles. A la pràctica, la zonificació també s'usa per evitar que nous desenvolupaments interfereixin amb els usos existents i/o per preservar el "caràcter" d'una comunitat.
La zonificació pot incloure la regulació dels tipus d'activitats permesos en lots particulars (com espais oberts, residencials, agrícoles,  comercials o industrials), les densitats en què es poden acomplir aquestes activitats (des d'habitatges de baixa densitat, com habitatges unifamiliars, fins a habitatges d'alta densitat, com edificis d'apartaments de gran alçada), l'alçada dels edificis, la quantitat d'espai que poden ocupar les estructures, la ubicació d'un edifici al lot, les proporcions dels tipus d'espai en un lot, com l'espai enjardinat, superfície impermeable, carrils de trànsit i la disponibilitat d'estacionament.
La zonificació sol estar controlada pels governs locals, com els comtats o els municipis, encara que la naturalesa del règim de zonificació pot ser determinada o limitada per les autoritats de planificació estatals o nacionals o mitjançant la legislació que ho habilita. En alguns països, per exemple, França, Alemanya o Canadà, els plans de zonificació han de complir declaracions de política i planificació de nivell superior (nacional, regional, estatal, provincial). En el cas d'Alemanya, aquest codi inclou el contingut dels plans de zonificació i el procediment legal. A Austràlia, la terra sota el control del govern de la Commonwealth (federal) no està subjecta a controls de planificació estatals. Els Estats Units i altres països federals són similars. La zonificació i la planificació urbana a França i Alemanya estan regulades per codis nacionals o federals. En el cas d'Alemanya, aquest codi inclou el contingut dels plans de zonificació i el procediment legal.
Els detalls de com els sistemes de planificació individuals incorporen la zonificació als seus règims reguladors varien, encara que la intenció sempre és similar. Per exemple, a l'estat de Victòria (Austràlia), les zones d'ús del sòl es combinen amb un sistema de superposició d'esquemes de planificació per tenir en compte la multiplicitat de factors que impacten en els resultats urbans desitjables a qualsevol lloc.
La majoria dels sistemes de zonificació tenen un procediment per atorgar variacions (excepcions a les regles de zonificació), generalment degut a alguna dificultat percebuda causada per la naturalesa particular de la propietat en qüestió.

## Orígens i història
Els orígens dels límits zonals es remunten a l'antiguitat. L'antiga ciutat emmurallada va ser l'antecedent de la classificació i la regulació del sòl en funció del seu ús. Fora de les muralles hi havia les funcions indesitjables, que solien basar-se en el soroll i l'olor; era també on vivia la gent més pobra. Dins els murs, es desenvolupaven activitats insalubres i perilloses, com la carnisseria, l'eliminació de residus i la cocció de maons. Dins de les muralles hi havia els llocs cívics i religiosos, i on vivia la majoria de la gent.
A més de distingir entre sòl urbà i no urbà, la majoria de les ciutats antigues classificaven encara més els tipus i usos del sòl dins de les muralles. Això es va practicar a moltes regions del món, com a la Xina durant la dinastia Zhou (1046 - 256 a.C.), a l'Índia durant el període vèdic (1500 - 500 a.C.) i als campaments militars que es van estendre per l'Imperi Romà (31 a.C. - 476 d.C.). Atès que els districtes residencials constituïen la major part de les ciutats, les primeres formes de divisió en districtes solien seguir divisions ètniques i ocupacionals; generalment, la classe o l'estatus disminuïen des del centre de la ciutat cap a l'exterior. Una forma legal d'imposar aquest principi era el sistema de castes.
Tot i que es reservava espai per a importants institucions públiques, llocs de culte, comerços, mercats i places, hi ha una gran diferència entre les ciutats de l'antiguitat i les actuals. En l'Antiguitat, fins a l'inici de la Revolució Industrial (1760-1840), la major part del treball es feia a casa. Per tant, les zones residencials també funcionaven com a llocs de treball, producció i comerç. La definició de la llar estava lligada a la definició d'economia, cosa que va provocar una barreja molt més gran d'usos dins dels barris residencials de les ciutats.
Al llarg de la Il·lustració i la Revolució Industrial, els canvis culturals i socioeconòmics van conduir a un ràpid augment de l'aplicació i la invenció de normatives urbanes. Els canvis es van veure influïts per una nova racionalitat científica, l'arribada de la producció en massa i la fabricació complexa i el consegüent inici de la urbanització. L'abandó de la llar per part de la indústria va reconfigurar les ciutats modernes.
L'aglomeració, la contaminació i la misèria urbana associada a les fàbriques van ser els motius principals de preocupació que van portar els responsables i planificadors de les ciutats a plantejar-se la necessitat d'una separació funcional dels usos. A França, Alemanya i la Gran Bretanya es va inventar la pseudozonificació per impedir la construcció d'indústries contaminants a zones residencials. Els primers usos de la zonificació moderna es van observar a Alemanya a finals del segle xix.

## Tipus
Hi ha una gran varietat de tipus de zonificació, alguns dels quals se centren a regular la forma dels edificis i la seva relació amb el carrer amb usos mixtos (basats en la forma), altres a separar els usos del sòl (basats en l'ús), o una combinació de tots dos. Els sistemes de zonificació basats en l'ús poden comprendre zones d'ús únic, zones d'ús mixt -on es permet la coexistència d'un grup compatible d'usos o una combinació de zones d'ús únic i mixt en un mateix sistema.
- Zonificació de cultius: Determinació dels cultius que s'han d'establir en determinades àrees.
- Zonificació de les planes d'inundació: Plànol que defineix les zones principals d'àrees amb inundacions potencials, usualment acompanyat per recomanacions o restriccions tendents a prevenir danys per inundacions.
- Zonificació ecològica econòmica: La zonificació ecològica econòmica, també anomenada zonificació ecològica, es pot definir com un procés de sectorització d'una àrea complexa, en àrees relativament homogènies, caracteritzades d'acord a factors físics, biològics i socioeconòmics i avaluats quant al potencial d'ús sostenible i restriccions ambientals. Vista així, la zonificació econòmica ecològica constitueix un instrument per plantejar l'ocupació racional dels espais, redirigint les activitats humanes no compatibles amb l'oferta ambiental de l'àmbit en qüestió. Els seus resultats es poden utilitzar per a diverses finalitats, com ara la planificació d'àrees naturals protegides, el desenvolupament d'una agricultura sostenible, la determinació de l'aptitud de les terres per a determinats usos, el desenvolupament de plans d'ordenament territorial, etc.
- Zonificació urbana: La zonificació urbana és la pràctica de dividir una ciutat o municipi en seccions reservades per a usos específics, ja siguin residencials, comercials i industrials. La zonificació té com a propòsit canalitzar el creixement i el desenvolupament ordenat d'una àrea. Zonificar és un poder de govern. No es compensa per restriccions o limitacions que la zonificació imposi sobre les propietats.

### Zonificació d'un sol ús

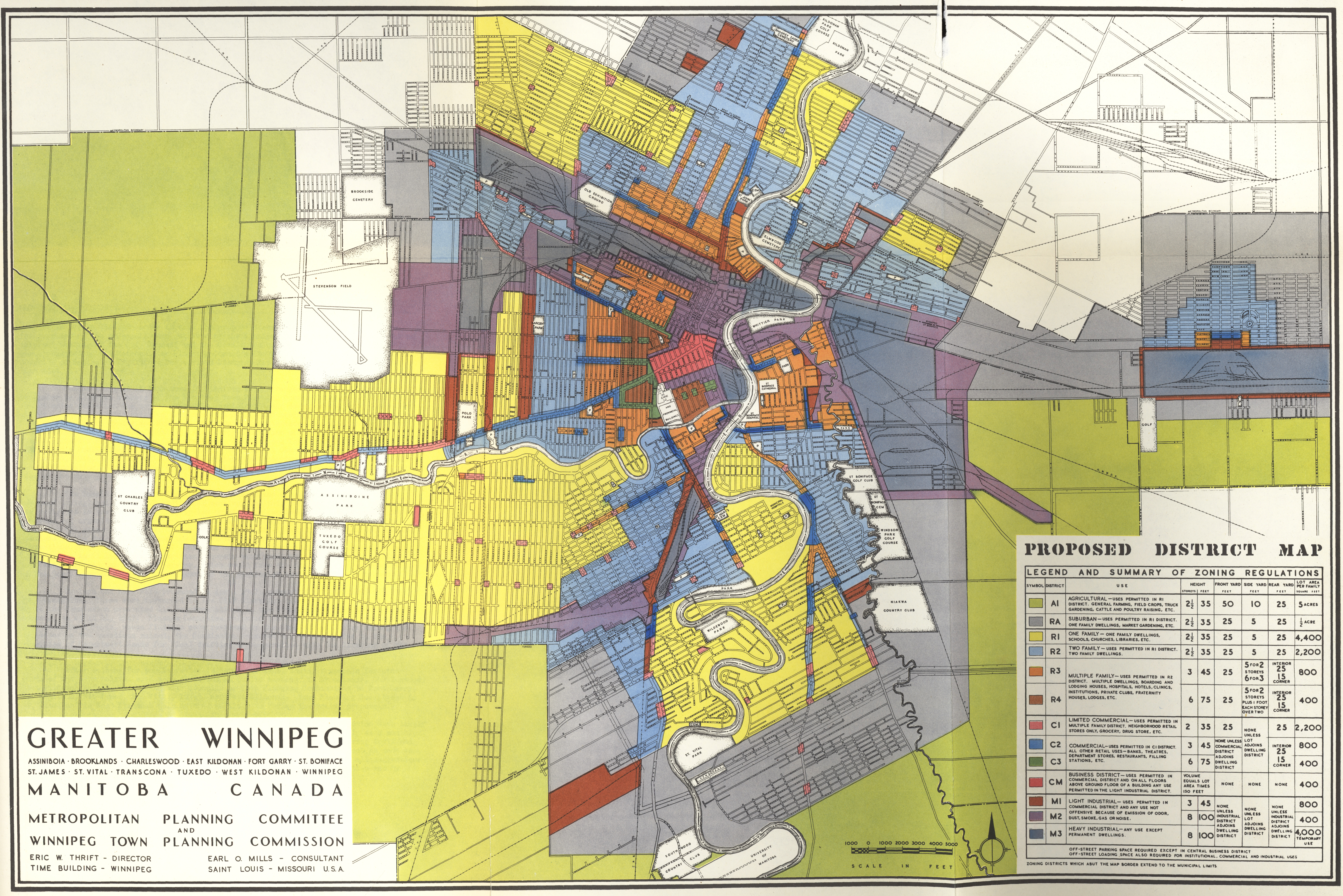
Exemple de zonificació d'un sol ús (mapa del districte de Greater Winnipeg, 1947).

La zonificació d'ús únic és aquella on només es permet un tipus d'ús per zona. Coneguda a Amèrica del Nord com a «zonificació euclidiana» (Euclidean zoning) a causa d'un cas judicial a Euclid (Ohio, Estats Units), que va establir la seva constitucionalitat, Village of Euclid, Ohio v. Ambler Realty Co. 272 U.S. 365 (1926), ha estat el sistema dominant de zonificació al nord Amèrica des de la seva primera implementació.
Les zones d'ús únic comunament definides es classifiquen com a residencial, mixta residencial-comercial, comercial, industrial i espacial (per exemple, centrals elèctriques, complexos esportius, aeroports, centres comercials, etc.). Cada categoria pot tenir una sèrie de subcategories, per exemple, dins de la categoria comercial hi pot haver zones separades per a petits minoristes, grans minoristes, ús d'oficines, allotjament i altres, mentre que industrial pot subdividir-se en manufactura pesada, assemblatge lleuger i usos del magatzem. A Alemanya, cada categoria té un límit designat per a les emissions de soroll (no forma part del codi de construcció, sinó del codi federal d'emissions).
Als Estats Units o Canadà, per exemple, les zones residencials poden tenir les subcategories següents:
- Ocupacions residencials que contenen unitats per dormir on els ocupants són principalment de naturalesa transitòria, incloent-hi cases d'hostes, hotels i motels.
- Ocupacions residencials que contenen unitats per dormir o més de dues unitats d'habitatge on els ocupants són principalment de naturalesa permanent, incloent-hi blocs d'apartaments, convents i residències d'estudiants.
- Ocupacions residencials on els ocupants són principalment de naturalesa permanent i no estan classificats com a Grup R-1, R-2, R-4 o I, incloent-hi edificis que no contenen més de dues unitats d'habitatge, centres d'atenció per a adults per a cinc o menys persones per menys de 24 hores.
- Ocupacions residencials en què els edificis estan disposats per ocupar-los com a centres residencials d'atenció/habitatge assistit que inclouen més de cinc però no més de 16 ocupants.

#### Història
La separació entre usos és una característica de moltes ciutats planificades dissenyades abans de l'adveniment de la zonificació. Un exemple notable és la ciutat d'Adelaida al sud d'Austràlia, el centre de la qual, juntament amb el suburbi de North Adelaide, està envoltat per tot arreu per un parc, Adelaide Park Lands. El parc va ser dissenyat pel coronel William Light el 1836 per separar físicament el centre de la ciutat dels seus suburbis. Les àrees residencials de baixa densitat envolten el parc, brindant un agradable passeig entre la feina a la ciutat i les cases familiars a l'exterior.

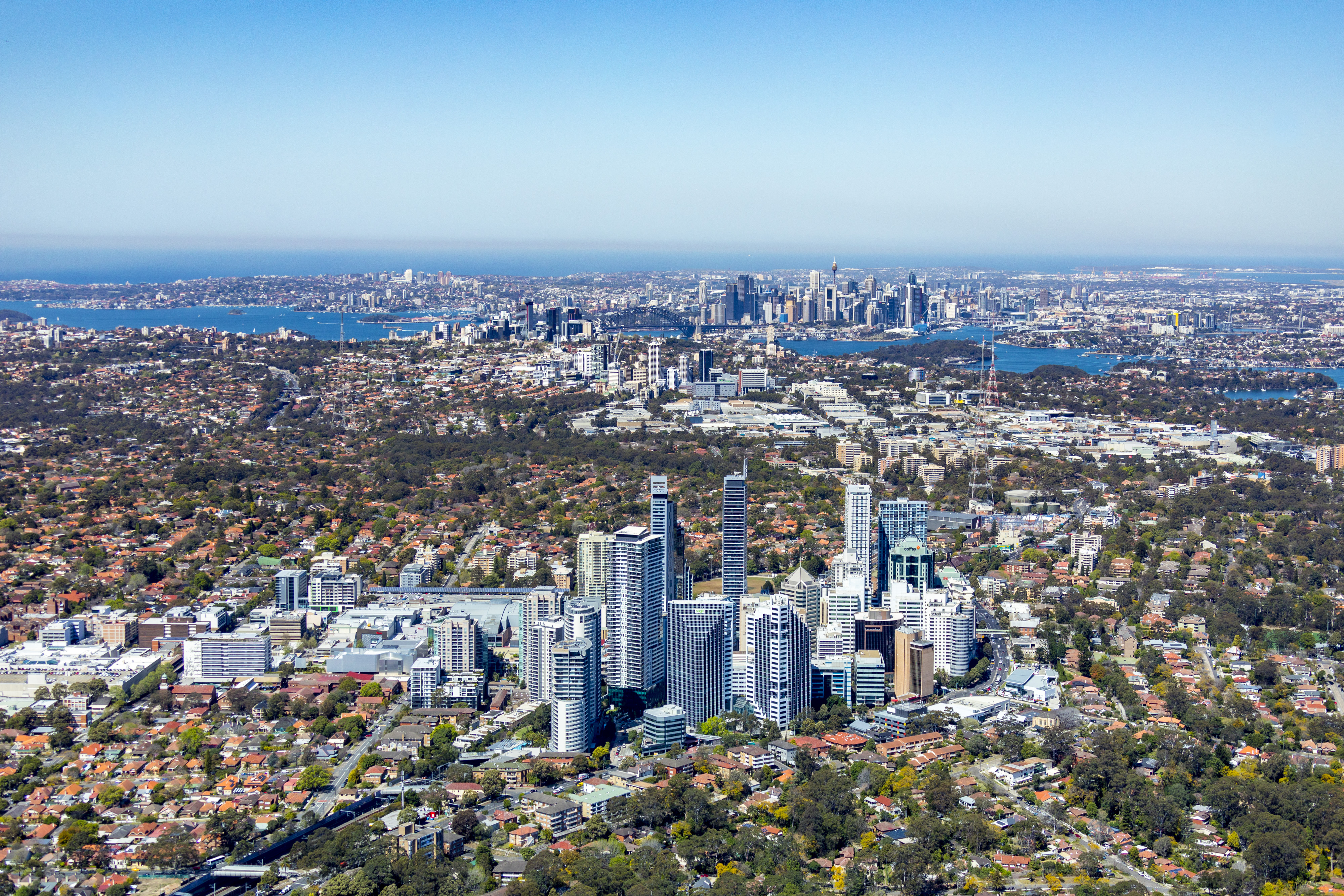
Vista aèria de Chatswood, Austràlia, mirant cap a Sydney. Els límits entre les zones residencials, comercials i industrials de baixa densitat són clarament visibles.

Sir Ebenezer Howard, fundador del moviment de la ciutat jardí, va nomenar Adelaide com un exemple de com els espais verds oberts podrien usar-se per evitar que les ciutats s'expandeixin més enllà dels seus límits i es fusionin.:94 El seu disseny per a una ciutat ideal, publicat al seu llibre Garden Cities of To-morrow («Ciutats jardí del demà») del 1902, preveia anells concèntrics separats d'edificis públics, parcs, espais comercials, àrees residencials i àrees industrials, tot envoltat d'espais oberts i terres de cultiu. Tota l'activitat comercial es duria a terme dins d'un sol edifici amb sostre de vidre, un concepte primerenc per al modern centre comercial inspirat en el Crystal Palace.:4
No obstant això, aquestes ciutats planificades o ideals eren dissenys estàtics incorporats en un sol pla mestre. El que faltava era un mecanisme regulador que permetés que la ciutat es desenvolupés amb el temps, establint pautes per als desenvolupadors i els ciutadans privats sobre què es podia construir i on. Això va passar el 1916, quan Nova York va promulgar la primera ordenança de zonificació de tota la ciutat.
L'aplicació de la zonificació d'un sol ús ha portat a la forma distintiva de moltes ciutats als Estats Units, Canadà, Austràlia i Nova Zelanda, en les quals un Nucli urbà molt dens, que sovint conté gratacels, està envoltat per suburbis residencials de baixa densitat, caracteritzats per amplis jardins i carrers arbrats. Algunes àrees metropolitanes com Minneapolis-St Paul, l'Àrea de la Badia de San Francisco i Sídney tenen diversos nuclis d'aquest tipus.

#### Crítiques
Els activistes mediambientals argumenten que posar els usos quotidians fora de la distància a peu els uns dels altres condueix a un augment del trànsit, ja que les persones han de posseir cotxes per viure una vida normal en què se satisfacin les seves necessitats humanes bàsiques, i pujar-s'hi als seus cotxes i conduir fins a satisfer les necessitats al llarg del dia. La zonificació d'un sol ús i l'expansió urbana també han estat criticades per fer que l'equilibri entre el treball i la família sigui més difícil d'aconseguir, ja que s'han de cobrir distàncies més grans per integrar els diferents dominis de la vida. Aquests problemes són especialment aguts als Estats Units, amb un alt nivell d'ús d'automòbils combinat amb sistemes ferroviaris i subterranis urbans insuficients o mal mantinguts.
La zonificació euclidiana ha estat descrita com un pensament funcionalista que utilitza principis mecanicistes per concebre la ciutat com una màquina fixa. Aquesta concepció s'oposa a la visió de la ciutat com un organisme o sistema vivent en evolució contínua, com la va defensar per primera vegada l'urbanista alemany Hans Reichow.
Una altra via de crítica a les lleis de zonificació prové de llibertaris i minarquistes que veuen les restriccions com una violació dels drets de propietat de les persones. Amb la zonificació, és possible que el propietari d'una propietat no pugui utilitzar la seva terra per al propòsit desitjat. Alguns economistes afirmen que les lleis de zonificació d'un sol ús van en contra de l'eficiència econòmica i obstaculitzen el desenvolupament en una economia lliure, ja que les restriccions de zonificació deficients dificulten l'ús més eficient d'una àrea determinada. Fins i tot sense restriccions de zonificació, un abocador, per exemple, probablement gravitaria cap a un terreny més barat i no cap a una àrea residencial. Les lleis de zonificació d'ús únic poden obstaculitzar desenvolupaments creatius com a edificis d'ús mixt i fins i tot poden aturar activitats inofensives com vendes de garatge.